# Mare de Déu de l'Antiguitat de Casserres
Mare de Déu de lʼAntiguitat de Casserres (o Santa Maria de l'Antiguitat) és una església del segle xix, bastida sobre una església més antiga, probablement romànica, del municipi de Casserres (Berguedà), inclosa en l'Inventari del Patrimoni Arquitectònic Català.

## Descripció
L'església de Santa Maria de l'Antiguitat és un edifici d'una sola nau amb un transsepte molt marcat i sense absis. Està coberta a dues aigües amb teula àrab, la façana a migdia amb un campanar d'espadanya modern, té la porta al centre, allindanada, amb la inscripció ad aeterno ordinata sumet ex antiqus antequam terra fierti. prov. Capite VIII Vers XXIII i amb la data de 1848 sota l'anagrama de Maria. El sarcòfag d'un eclesiàstic es troba adossat al mur lateral esquerre de l'església. El lateral visible té una forma rectangular dividida en dos espais per una faixa ampla amb motius florals. La faixa és decorada amb cercles petits en els quals s'inscriu una flor de sis pètals. A la part superior hi ha una llegenda on s'hi llegeix: HIC LACET G DE NIUBÓ. Enmig dels dos quadrats hi ha representats els motius dels Cardona i dels Pinós. En el sarcòfag hi ha representat un prevere vestit amb túnica i sotana, capa i maniple. És una indumentària que recorda la dels canonges agustins; el cap li reposa sobre un coixí i té els braços plegats. A l'ossera hi ha una decoració vegetal i floral, i una petita figura humana i motius geomètrics. De ben segur que aquest canonge agustinià procedia de la veïna casa de Bernadàs, de nom Niubó, els orígens de la qual es remunten al segle xiv. És difícil identificar G. De Niubó amb un personatge concret del llinatge dels Cardona i dels Pinós. Cal pensar que algun clergue important de l'època, possiblement avançat el segle xiii, fou enterrat dins l'església.

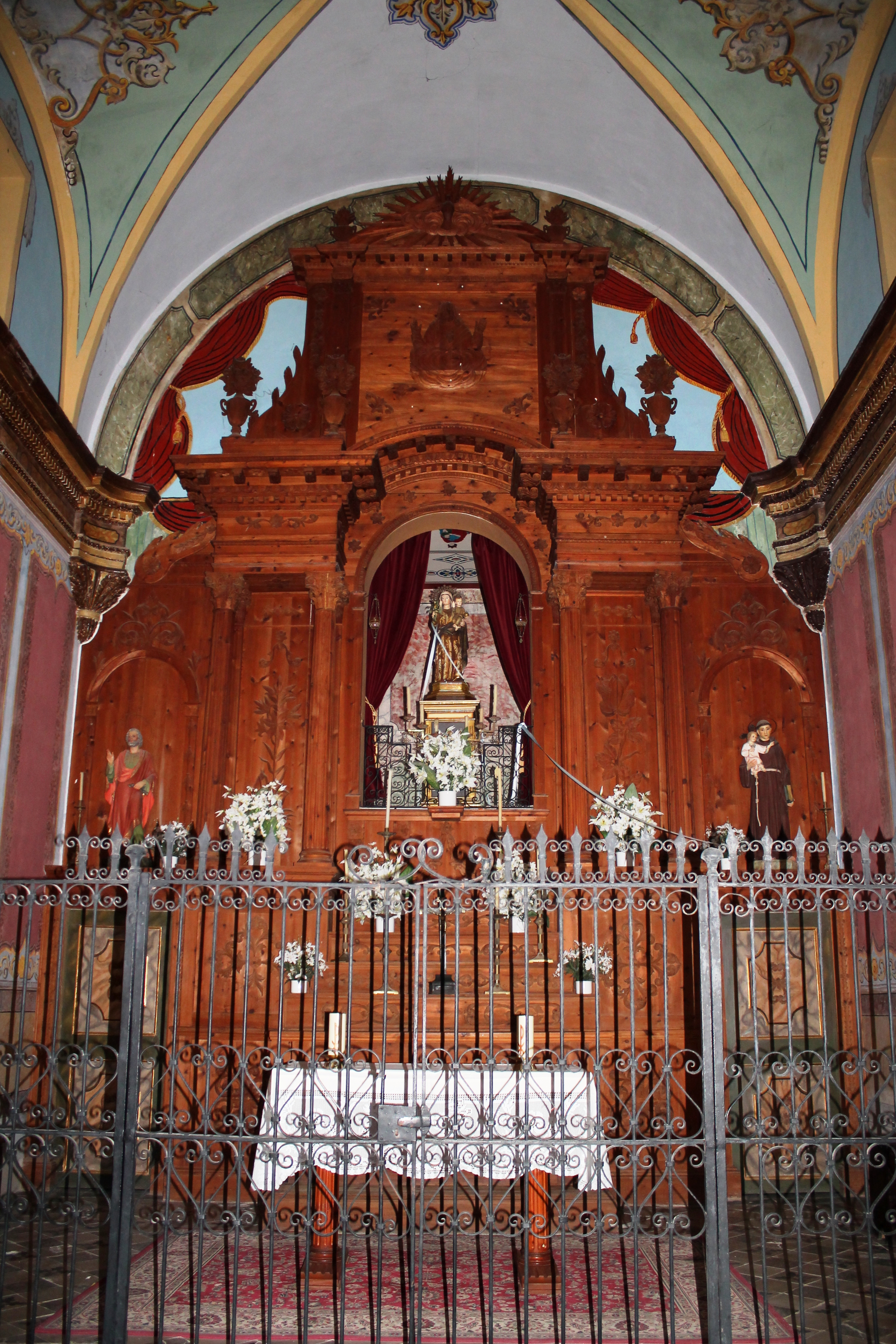
Imatge de la Mare de Déu
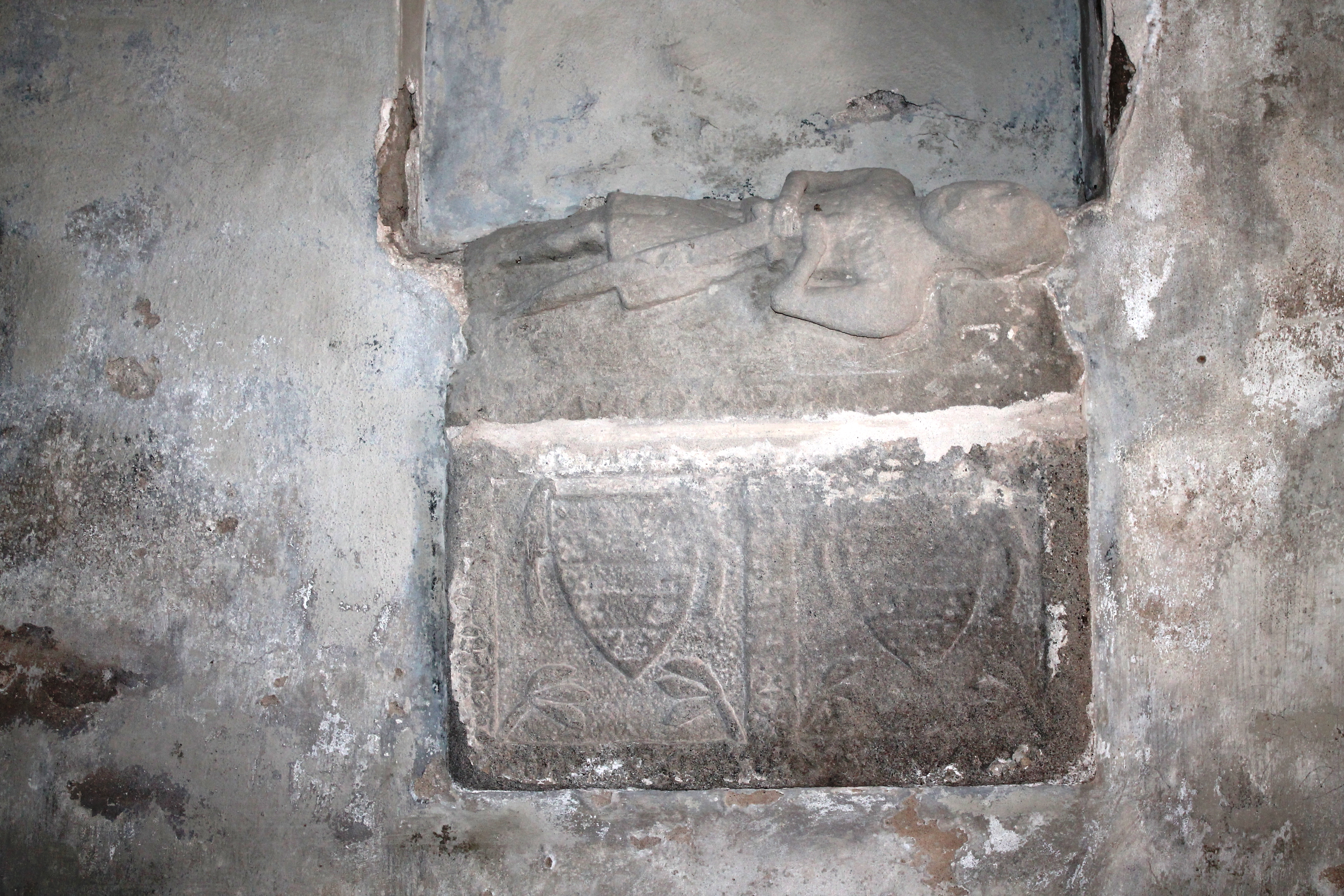
Sepulcre d'un cavaller
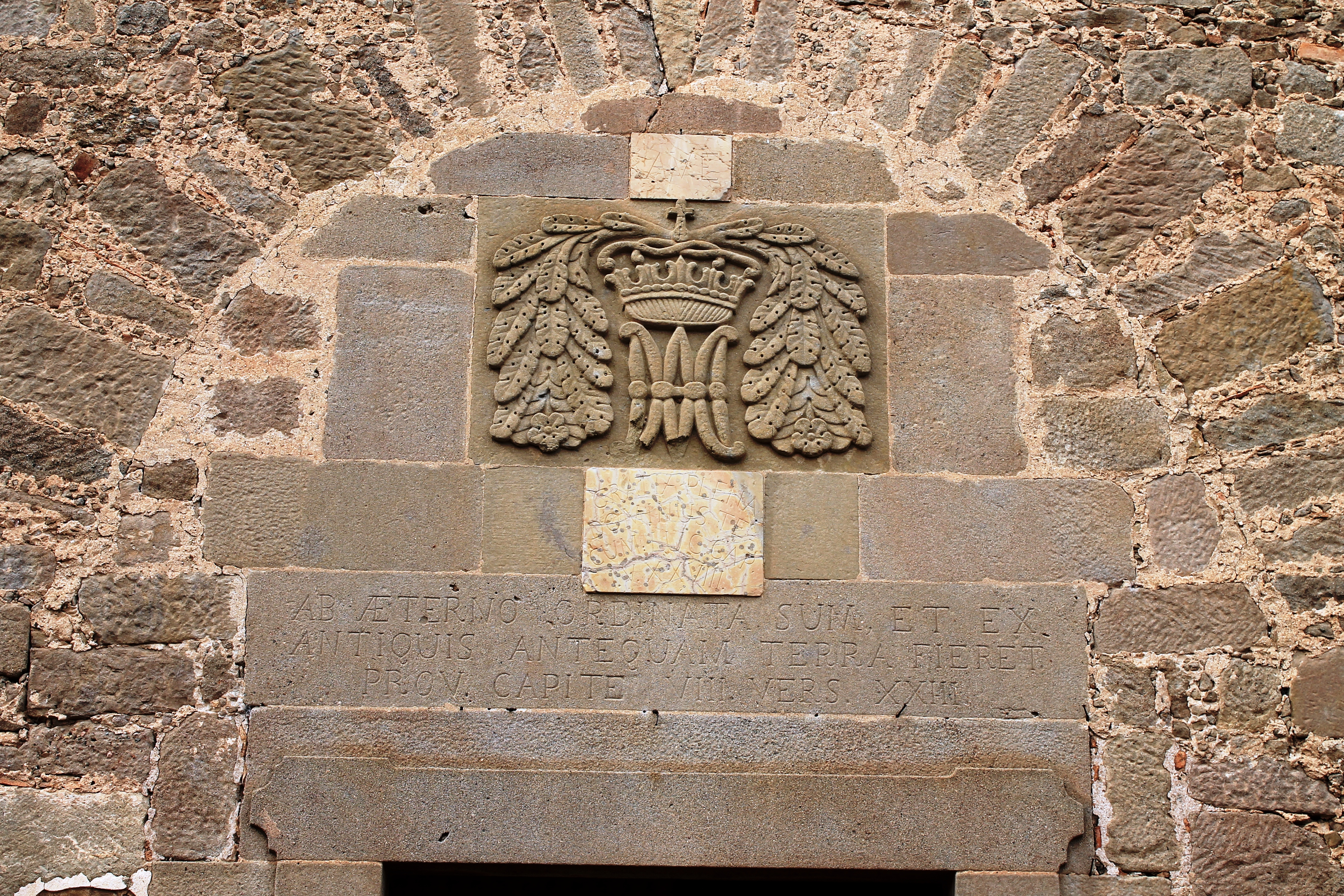
Inscripció sobre la llinda de la porta
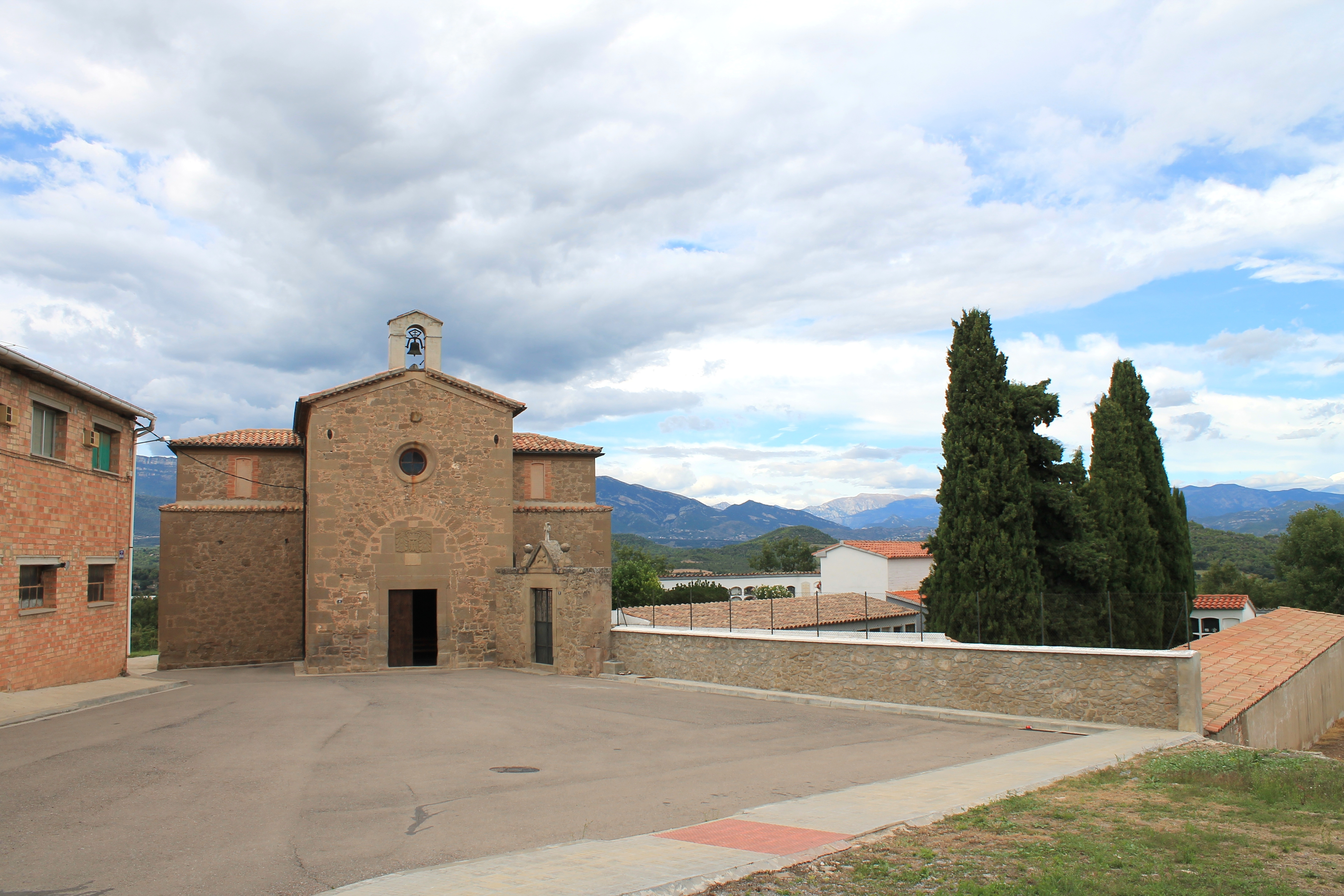
Església i cementiri
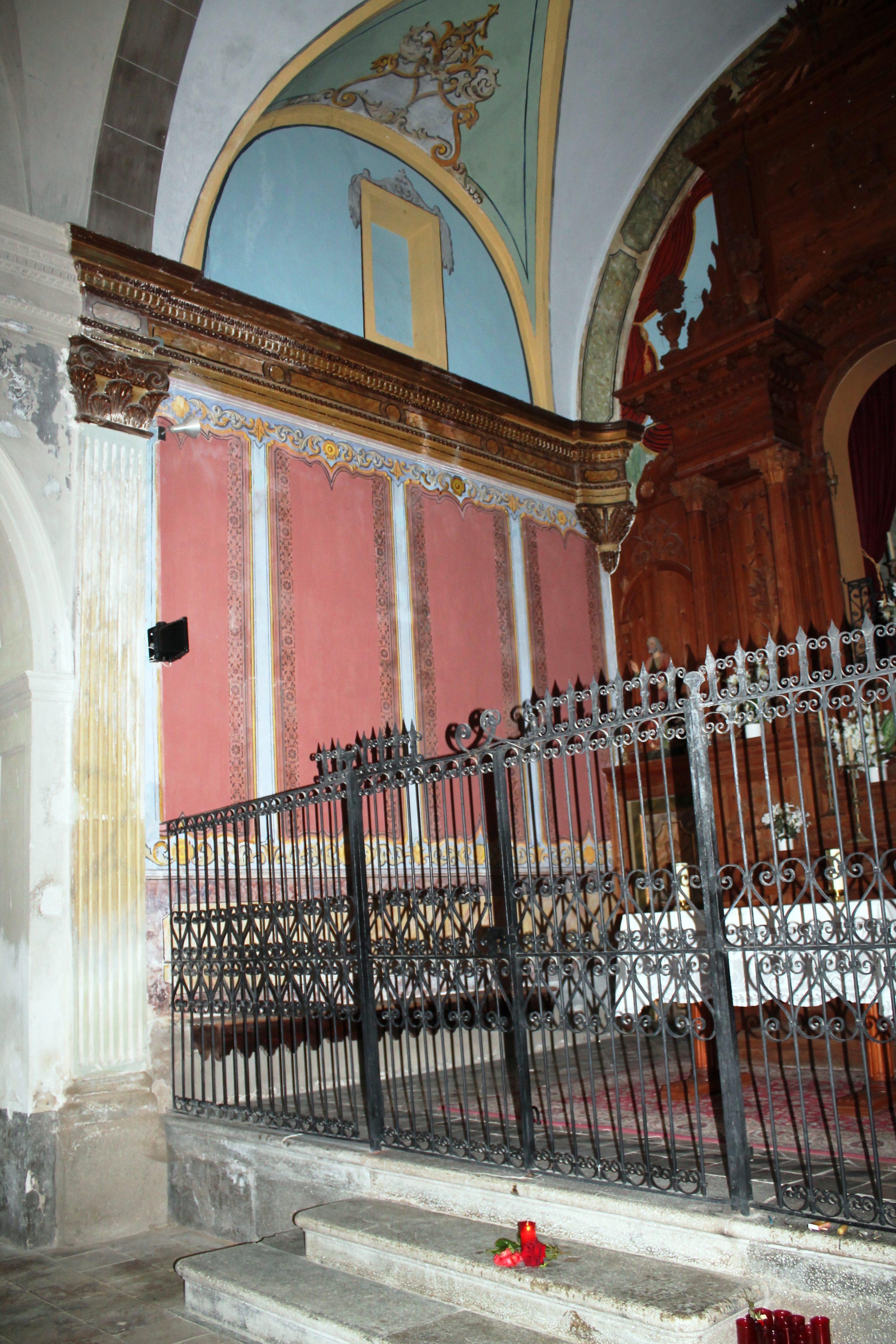
Presbiteri

## Història
És coneguda amb el nom de santa Maria l'antiga o santa Maria de Casserres. Està situada dins dels límits del terme del castell de Casserres. L'església actual es construí entre els segles xviii i xix. Fou bastida sobre la primera església romànica de la qual avui no en queda res. Pel que fa a la documentació, però, no en tenim d'anterior al segle x. El 1026 fou objecte de llegats testamentaris.
Tenim documentat el testament de Sibil·la de Berga, filla de Pere i Estefania, que l'any 1238 dona tres sous a l'església de Santa Maria de l'Antiguitat. També va deixar al seu fill Arnau de Saga les possessions i els drets que tenia a Casserres i a l'Antiguitat.
De nou, l'any 1396 Pere Cella vengué a Pere Perarnau una vinya, que estava sota el domini de Santa Maria de les Antiguitats, i el 28 de setembre de 1553 Guillem Asmarats, veí de Gironella, vengué a Pere Perarnau, el mas destruït i terres de la Cella, situat en la parròquia de Santa Maria de les Antiguitats. L'església devia quedar força abandonada al segle xiii i XIV quan va construir-se el barri de Casserres i la capella de l'àngel custodi. La documentació dels segles moderns l'esmenta com a sufragània de Sant Pau de Casserres. L'edifici actual és fruit d'una gran reforma realitzada al segle xix, sobre una antiga ermita d'època romànica de la qual avui no se'n conserva cap rastre visible i que havia exercit funcions d'ajuda parroquial de la població. Era molt més petita i tenia l'entrada per la façana de ponent. L'edifici ja era molt vell i estava desmillorat quan pels anys 1838-39 el Conde de España la destinà a dipòsit d'armes, sobretot d'artilleria. Acabada la Primera Guerra Carlina a Catalunya, van decidir reconstruir-la i ampliar-la. El cos de l'edifici en forma de creu és obra de Gregori Canudes, i les dues capelles laterals, del seu fill Josep, de l'any 1883. Segons fonts orals recollides per historiadors locals, l'entrada a l'ermita romànica, per ponent, tenia un cobert sostingut per pilastres i a cada costat hi havia els dos sarcòfags. Només tenia una capella lateral on es venerava una imatge de la Mare de Déu. No tenia sagristia però sí un petit cementiri annex que ja feia temps que no s'utilitzava. La inauguració es va fer el 25 d'agost de 1851. Mn. Pau Vilella n'era el rector i s'hi va traslladar la imatge de la Mare de Déu des de l'església de la Mare de Déu dels Àngels. Va fer la benedicció canònica de l'església el Dr. Joan Torrebadella, fill de la casa "Capitanet" i després canonge de la Catedral de Solsona.